# Палтусовидные камбалы
Палтусовидные ка́мбалы (лат. Hippoglossoides) — род лучепёрых рыб из семейства камбаловых (Pleuronectidae).
Длина тела от 30 (Hippoglossoides robustus) до 82,6 см (Hippoglossoides platessoides). Обитают в северных частях Тихого и Атлантического океанов. Они являются объектами промысла.

## Этимология
Название рода Hippoglossoides происходит от др.-греч. ἵππος, ippos — «лошадь» + др.-греч. γλῶσσα, glossa — «язык» + латинский суффикс -oides, означающий «похож, подобный».

## Виды
На апрель 2020 года в род включают 4 вида:
- Hippoglossoides dubius Schmidt, 1904 — Япономорская палтусовидная камбала, или японская камбала-ёрш
- Hippoglossoides elassodon — Узкозубая палтусовидная камбала[4]
- Hippoglossoides platessoides — Атлантическая палтусовидная камбала, или камбала-ёрш[4]
- Hippoglossoides robustus — Северная палтусовидная камбала[4]